# Eteone flava
Eteone flava är en ringmaskart som först beskrevs av Fabricius 1780.  Eteone flava ingår i släktet Eteone och familjen Phyllodocidae. Arten är reproducerande i Sverige. Inga underarter finns listade i Catalogue of Life.